# 吉田川清四郎
吉田川 清四郎（よしだがわ せいしろう、1927年11月19日 - 没年不明 ）は、山梨県富士吉田市出身（出生地は東京都八王子市横山町）で時津風部屋（入門時は音羽山部屋）に所属した大相撲力士。本名は真田 征四郎（さなだ せいしろう）。最高位は西前頭13枚目（1952年9月場所）。現役時代の体格は171cm、105kg。得意手は左四つ、寄り、押し。

## 略歴
- 1941年…音羽山部屋へ入門し、この年の5月場所で初土俵を踏む[1]。
- 1943年5月場所…本名と同じ「真田」の四股名で、序ノ口に付く。
- 1945年…双葉山道場（翌年11月より、時津風部屋に改称）へ移籍。
- 1949年10月場所…新十両に昇進し、それに伴って「吉田川」に改名。同場所では11勝を挙げ、十両の優勝争いにも加わる。
- 1950年5月場所…新入幕を果たすも、6勝9敗と負け越す[1]。
- 1951年5月場所…再入幕。
- 1952年1月場所…幕内4場所目にして、初めて同地位で勝ち越す（成績は8勝7敗）。
- 1954年9月場所…西十両18枚目で2勝13敗と惨敗して次場所での幕下落ちが確定し、場所後に廃業を表明[1]。

## 来歴
13歳の時、元前頭2枚目・白岩が率いる音羽山部屋に入門し、1941年5月場所で初土俵を踏んだ。その後、師匠・音羽山が部屋経営から手を引いた事に伴い、1945年より双葉山道場（後の時津風部屋）へ移籍。
1949年10月場所で新十両に進み、その際に四股名を、本名でもある「真田」から郷土の地名に因んだ「吉田川」へ改めている。
新十両の場所に於いて優勝次点を記録し次の場所でも10勝するなど、2場所続けて大きく勝ち越して、翌年5月場所で新入幕を果たした。入幕時の年齢は、22歳であった。
左四つからの寄りや押しを得意手としたが、組まれると脆かった。入幕後は主に、幕内下位から十両上位で活躍した。
現役晩年は大負けが続いて十両18枚目まで番付を下げ、1954年9月場所を以って26歳で廃業。その後はプロレスラーに転身したが、早々と引退している。

## 主な戦績
- 現役在位：31場所
- 通算成績：170勝185敗3休 勝率.479
- 幕内在位：11場所
- 幕内成績：72勝93敗 勝率.436

### 場所別成績
| 1941年 （昭和16年） | x                 | x                | （前相撲）           | x                        |
| 1942年 （昭和17年） | （前相撲）        | x                | （前相撲）           | x                        |
| 1943年 （昭和18年） | （前相撲）        | x                | 西序ノ口25枚目 3–5   | x                        |
| 1944年 （昭和19年） | 西序ノ口6枚目 5–3 | x                | 東序二段41枚目 0–2–3 | 東序二段59枚目 3–2       |
| 1945年 （昭和20年） | x                 | x                | 東序二段3枚目 – 兵役 | 序二段 4–1               |
| 1946年 （昭和21年） | x                 | x                | x                    | 東三段目6枚目 3–4        |
| 1947年 （昭和22年） | x                 | x                | 東三段目21枚目 3–2   | 東三段目6枚目 5–1        |
| 1948年 （昭和23年） | x                 | x                | 東幕下19枚目 4–2     | 西幕下13枚目 2–4         |
| 1949年 （昭和24年） | 東幕下20枚目 7–5  | x                | 西幕下9枚目 11–4     | 西十両14枚目 11–4        |
| 1950年 （昭和25年） | 東十両4枚目 10–5  | x                | 西前頭21枚目 6–9     | 西十両2枚目 8–7          |
| 1951年 （昭和26年） | 東十両筆頭 10–5   | x                | 西前頭16枚目 7–8     | 東前頭18枚目 7–8         |
| 1952年 （昭和27年） | 西前頭18枚目 8–7  | x                | 東前頭14枚目 8–7     | 西前頭13枚目 6–9         |
| 1953年 （昭和28年） | 東前頭15枚目 5–10 | 西前頭18枚目 7–8 | 東前頭19枚目 8–7     | 東前頭15枚目 5–10        |
| 1954年 （昭和29年） | 東前頭19枚目 5–10 | 西十両2枚目 4–11 | 西十両9枚目 3–12     | 西十両18枚目 引退 2–13–0 |
| 各欄の数字は、「勝ち-負け-休場」を示す。 優勝 引退 休場 十両 幕下 三賞：敢=敢闘賞、殊=殊勲賞、技=技能賞 その他：★=金星 番付階級：幕内 - 十両 - 幕下 - 三段目 - 序二段 - 序ノ口 幕内序列：横綱 - 大関 - 関脇 - 小結 - 前頭（「#数字」は各位内の序列） |                   |                  |                      |                          |

### 幕内対戦成績
| 朝若   | 1 | 0 | 東海     | 2 | 1 | 五ッ洋 | 3 | 2 | 大江戸   | 0 | 1 |  |  |  |
| 大起   | 1 | 4 | 大ノ海   | 1 | 0 | 大晃   | 5 | 3 | 大蛇潟   | 1 | 0 |  |  |  |
| 甲斐錦 | 0 | 1 | 甲斐ノ山 | 2 | 3 | 神錦   | 1 | 8 | 九州錦   | 4 | 4 |  |  |  |
| 国登   | 1 | 1 | 高津山   | 0 | 2 | 琴ヶ濱 | 0 | 2 | 櫻國     | 2 | 1 |  |  |  |
| 信夫山 | 3 | 5 | 嶋錦     | 1 | 2 | 大天龍 | 2 | 2 | 大龍     | 1 | 1 |  |  |  |
| 玉ノ海 | 0 | 1 | 常ノ山   | 3 | 3 | 輝昇   | 0 | 1 | 出羽ノ花 | 1 | 0 |  |  |  |
| 出羽湊 | 0 | 2 | 十勝岩   | 1 | 0 | 鳴門海 | 2 | 3 | 成山     | 0 | 1 |  |  |  |
| 羽嶋山 | 1 | 2 | 緋縅     | 1 | 1 | 備州山 | 1 | 5 | 平ノ戸   | 1 | 0 |  |  |  |
| 広瀬川 | 1 | 1 | 福ノ里   | 0 | 3 | 藤田山 | 3 | 1 | 二瀬山   | 0 | 3 |  |  |  |
| 増巳山 | 5 | 0 | 宮城海   | 2 | 2 | 宮錦   | 0 | 2 | 吉井山   | 6 | 5 |  |  |  |
| 芳ノ里 | 1 | 2 | 米川     | 0 | 1 | 若瀬川 | 0 | 3 | 若ノ花   | 1 | 0 |  |  |  |

## 改名歴
- 真田（さなだ、1943年5月場所-1949年5月場所）
- 吉田川（よしだがわ、1949年10月場所-1954年9月場所）